# Tony Genaro
Anthony Genaro Acosta (n. 15 octombrie 1942, Gallup, New Mexico, SUA – d. 7 mai 2014, Hollywood, California, SUA) a fost un actor american de film, televiziune și scenă. A ajuns cunoscut pentru rolul lui Miguel în filmul Tremors - creaturi ucigașe (1990).
Genaro s-a născut în Gallup, New Mexico. S-a înrolat în armata Statelor Unite la vârsta de 14 ani, declarând că este matur. S-a alăturat companiei de teatru din San Diego după ce a părăsit armata și a apărut deseori pe scenă alături de actorul Carl Weathers. A murit în casa sa din Hollywood, California, pe 7 mai 2014 la vârsta de 71 de ani.

## Filmografie
| An   | Titlu                         | Rol                    | Note |
| ---- | ----------------------------- | ---------------------- | ---- |
| 1972 | Bunny O'Hare                  | Colecționar #2         |      |
| 1972 | Wacky Taxi                    | The Friends: Tony      |      |
| 1987 | La Bamba                      | Mr. Caballero          |      |
| 1988 | The Milagro Beanfield War     | Nick Rael              |      |
| 1990 | Tremors                       | Miguel                 |      |
| 1991 | Switch                        | Mental Patient         |      |
| 1991 | Ted & Venus                   | Bailiff                |      |
| 1992 | The Waterdance                | Victor                 |      |
| 1992 | Final Analysis                | Hector                 |      |
| 1992 | Equinox                       | Eddie Gutierrez        |      |
| 1993 | Heart and Souls               | Man at Farmhouse       |      |
| 1994 | Speechless                    | șofer de tir           |      |
| 1995 | Scorpion Spring               | Arturo                 |      |
| 1995 | Lone Justice 2                |                        |      |
| 1996 | The Craft                     | șofer de autobuz       |      |
| 1996 | Phenomenon                    | Tito                   |      |
| 1996 | The Big Squeeze               | Older Man              |      |
| 1998 | The Mask of Zorro             | Watering Station Owner |      |
| 1998 | Mighty Joe Young              | Boxer Shorts Man       |      |
| 2000 | Price of Glory                | Malave                 |      |
| 2000 | Auggie Rose                   | Romeo                  |      |
| 2001 | Double Take                   | Gov. Quintana          |      |
| 2001 | Tremors 3: Back to Perfection | Miguel                 |      |
| 2001 | My Father's Camera            | Binicul                |      |
| 2003 | Anger Management              | Taximetristul          |      |
| 2005 | Sueño                         | Frizer #2              |      |
| 2005 | Pissed                        | Mr. Chavez             |      |
| 2006 | World Trade Center            | Tatăl lui Will         |      |
| 2009 | Blue                          | Pappi                  |      |
| 2009 | The Soloist                   | Globe Lobby Guard      |      |
| 2010 | Boyle Heights                 | Louie Flores           |      |
| 2011 | Coming & Going                | Pedro                  |      |